# Kilasu Massamba
Pour les articles homonymes, voir Massamba.
Kilasu Massamba, né le 22 décembre 1950 au Congo belge et mort le 25 juin 2020, est un footballeur international congolais.

## Carrière

### Jeunesse
A seulement 12 ans Kilasu, se faisait déjà remarqué dans le football de rue. A 18 ans il signe son premier contrat chez Dravering, un club qui joué dans le championnat local.

### Football professionnel
En 1968, il quitte Dravering pour Arc-en-ciel où il joua avec des chaussures pour la première fois, rapidement il se fait repérer par un recruteur de l'AS Bilima et juste après 6 mois il rejoint le club.
En 1971, il signe avec le CS Imana et après 9 ans passé au club il met fin à sa carrière au Babeti ya Sika.
Avec l'équipe du Zaïre, il termine quatrième de la Coupe d'Afrique des nations 1972 et dispute également la Coupe d'Afrique des nations 1976. Il fait également partie de la sélection qui dispute la Coupe du monde 1974.
En club, il porte les couleurs du CS Imana et de l'AS Bilima.

## Vie privée
Il vivait en angola depuis mars 1988, et eu 7 enfants